# Futbol'nyj Klub Chimki 2008
Questa voce raccoglie le informazioni riguardanti il Futbol'nyj Klub Chimki 2008 nelle competizioni ufficiali della stagione 2008.

## Stagione
In campionato la squadra terminò in terz'ultimo posto, ultimo valido per la salvezza.
Il cammino in Coppa fu immediatamente interrotto, con la sconfitta esterna per 3-2 per mano dello SKA Rostov.

## Rosa
| N. |                                 | Ruolo | Calciatore           |
| -- | ------------------------------- | ----- | -------------------- |
| 1  | Russia (bandiera)               | P     | Anatolij Rožkov      |
| 3  | Russia (bandiera)               | C     | Jurij Drozdov        |
| 4  | Moldavia (bandiera)             | D     | Victor Golovatenco   |
| 6  | Bosnia ed Erzegovina (bandiera) | D     | Vule Trivunović      |
| 8  | Bosnia ed Erzegovina (bandiera) | C     | Ajdin Maksumić       |
| 9  | Russia (bandiera)               | C     | Alekseij Semyonov    |
| 10 | Slovenia (bandiera)             | C     | Nastja Čeh           |
| 11 | Russia (bandiera)               | C     | Andreij Tikhonov     |
| 12 | Russia (bandiera)               | A     | Alekseij Alekseev    |
| 13 | Russia (bandiera)               | D     | Anton Rudakov        |
| 14 | Estonia (bandiera)              | D     | Andrei Stepanov      |
| 17 | Russia (bandiera)               | A     | Aleksandr Jevstafeev |
| 18 | Serbia (bandiera)               | D     | Miodrag Jovanović    |
| 19 | Bosnia ed Erzegovina (bandiera) | C     | Dragan Blatnjak      |
| 20 | Russia (bandiera)               | A     | Aleksandr Antipenko  |
| 21 | Armenia (bandiera)              | P     | Roman Berezovskij    |

| N. |                         | Ruolo | Calciatore          |
| -- | ----------------------- | ----- | ------------------- |
| 22 | Russia (bandiera)       | A     | Vladimir Vavilov    |
| 23 | Russia (bandiera)       | C     | Dmitri Golyšev      |
| 24 | Lituania (bandiera)     | D     | Mantas Samusiovas   |
| 28 | Russia (bandiera)       | C     | Roman Vorobyov      |
| 30 | Russia (bandiera)       | P     | Andreij Čičkin      |
| 31 | Russia (bandiera)       | A     | Ėl'dar Nizamutdinov |
| 32 | Croazia (bandiera)      | A     | Marko Šimić         |
| 33 | Serbia (bandiera)       | A     | Dragan Mrđa         |
| 34 | Russia (bandiera)       | C     | Konstantin Lozbinev |
| 35 | Russia (bandiera)       | P     | Artyom Khodas       |
| 38 | Russia (bandiera)       | D     | Kirill Orlov        |
| 39 | Russia (bandiera)       | C     | Aleksandr Ovsov     |
| 40 | Russia (bandiera)       | D     | Adil' Ibragimov     |
|    | Ucraina (bandiera)      | C     | Sergeij Pilipčuk    |
|    | Turkmenistan (bandiera) | A     | Wladimir Baýramow   |

## Risultati

### Campionato
| Chimki 15 marzo 2008 1ª giornata | Chimki | 0 – 3 referto | Amkar Perm' | Stadio Rodina |

| Mosca 23 marzo 2008 2ª giornata | Dinamo Mosca | 2 – 0 referto | Chimki | Stadio Dinamo |

| Chimki 29 marzo 2008 3ª giornata | Chimki | 3 – 3 referto | Spartak Mosca | Stadio Rodina |

| Mosca 4 aprile 2008 4ª giornata | FK Mosca | 2 – 2 referto | Chimki | Stadio Ėduard Strel'cov |

| Chimki 12 aprile 2008 5ª giornata | Chimki | 0 – 4 referto | Rubin | Stadio Rodina |

| Jaroslavl' 18 aprile 2008 6ª giornata | Šinnik | 3 – 2 referto | Chimki | Stadio Šinnik |

| Chimki 26 aprile 2008 7ª giornata | Chimki | 1 – 0 referto | Kryl'ja Sovetov Samara | Stadio Rodina |

| Ramenskoe 3 maggio 2008 8ª giornata | Saturn | 2 – 2 referto | Chimki | Saturn Stadium |

| Chimki 7 maggio 2008 9ª giornata | Chimki | 0 – 1 referto | Terek Groznyj | Stadio Rodina |

| Mosca 11 maggio 2008 10ª giornata | CSKA Mosca | 4 – 3 referto | Chimki | Stadio Dinamo |

| Chimki 16 maggio 2008 11ª giornata | Chimki | 2 – 2 referto | Lokomotiv Mosca | Stadio Rodina |

| Vladivostok 5 luglio 2008 12ª giornata | Luč-Ėnergija | 1 – 1 referto | Chimki | Stadio Dinamo |

| Chimki 13 luglio 2008 13ª giornata | Chimki | 1 – 4 referto | Zenit San Pietroburgo | Stadio Rodina |

| Tomsk 19 luglio 2008 14ª giornata | Tom' Tomsk | 3 – 1 referto | Chimki | Trud Stadium |

| Chimki 25 luglio 2008 15ª giornata | Chimki | 2 – 0 referto | Spartak-Nal'čik | Stadio Rodina |

| Chimki 2 agosto 2008 16ª giornata | Chimki | 1 – 1 referto | Dinamo Mosca | Stadio Rodina |

| Mosca 9 agosto 2008 17ª giornata | Spartak Mosca | 1 – 1 referto | Chimki | Stadio Lužniki |

| Chimki 17 agosto 2008 18ª giornata | Chimki | 0 – 2 referto | FK Mosca | Stadio Rodina |

| Kazan' 23 agosto 2008 19ª giornata | Rubin | 2 – 0 referto | Chimki | Stadio Centrale |

| Chimki 29 agosto 2008 20ª giornata | Chimki | 0 – 0 referto | Šinnik | Stadio Rodina |

| Samara 14 settembre 2008 21ª giornata | Kryl'ja Sovetov Samara | 3 – 0 referto | Chimki | Stadio Metallurg (Samara) |

| Chimki 20 settembre 2008 22ª giornata | Chimki | 2 – 1 referto | Saturn | Arena Chimki |

| Groznyj 28 settembre 2008 23ª giornata | Terek Groznyj | 1 – 0 referto | Chimki | Stadio Sultan Bilimkhanov |

| Chimki 5 ottobre 2008 24ª giornata | Chimki | 1 – 2 referto | CSKA Mosca | Arena Chimki |

| Mosca 19 ottobre 2008 25ª giornata | Lokomotiv Mosca | 0 – 2 referto | Chimki | Stadio Lokomotiv |

| Chimki 25 ottobre 2008 26ª giornata | Chimki | 3 – 1 referto | Luč-Ėnergija | Arena Chimki |

| San Pietroburgo 1º novembre 2008 27ª giornata | Zenit San Pietroburgo | 1 – 0 referto | Chimki | Stadio Petrovskij |

| Chimki 7 novembre 2008 28ª giornata | Chimki | 1 – 1 referto | Tom' Tomsk | Arena Chimki |

| Nal'čik 16 novembre 2008 29ª giornata | Spartak-Nal'čik | 1 – 2 referto | Chimki | Respublikanskij stadion Spartak |

| Perm' 22 novembre 2008 30ª giornata | Amkar Perm' | 3 – 1 referto | Chimki | Stadio Zvezda |

### Coppa di Russia
| Rostov sul Don 6 agosto 2008 Quinto turno | SKA Rostov | 3 – 2 referto | Chimki | Stadio SKA SKVO |